# دوگادا
دوگادا (به انگلیسی: Dugadda) یک منطقهٔ مسکونی در هند است که در بخش پائوری گاروال واقع شده‌است. دوگادا ۲٬۶۹۰ نفر جمعیت دارد و ۹۳۲ متر بالاتر از سطح دریا واقع شده‌است.